# Wolfgang Ayaß
Wolfgang Ayaß (né le 24 juin 1954 à Marbach am Neckar) est un historien, travailleur social et professeur d'université allemand.

## Biographie
Wolfgang Ayaß étudie le travail social à l'Université de Cassel de 1976 à 1981 et termine ses études en tant que travailleur social qualifié/pédagogue social. Il travaille ensuite pendant plusieurs années comme assistant social dans une maison de retraite pour sans-abri à Karlsruhe. En 1985, il obtient un deuxième diplôme en sociologie, sciences politiques et histoire à l'Université des sciences appliquées de Cassel, qu'il complète en 1988 par une maîtrise. Il est alors doctorant à l'Université des sciences appliquées de Cassel, où il obtient son doctorat en 1991 avec la thèse Das Arbeitshaus Breitenau. Bettler, Landstreicher, Prostituierte, Zuhälter und Fürsorgeempfänger in der Korrektions- und Landarmenanstalt Breitenau (1874–1949). Il est ensuite, entre autres, chargé de cours à l'Université de Göttingen et à l'Université des sciences appliquées de Cassel, où il est habilité en 2000 pour la politique sociale avec le sujet "Asocial" dans le national-socialisme. Il travaille d'abord en tant que chargé de cours privé et enseigne à l'Université de Cassel en tant que professeur auxiliaire de politique sociale depuis 2007 et au semestre d'été 2011 en tant que professeur suppléant à la Faculté des sciences humaines.
À partir de 1992, il travaille pour le projet Quellensammlung zur Geschichte der deutschen Sozialpolitik 1867 bis 1914 de la Commission historique de l'Académie des sciences et des lettres (Mayence), à partir de 2004 en tant que chef du département, de 2016 à la fin du projet en 2020 en tant que responsable. Il y édite, entre autres, des volumes sources sur la protection des travailleurs, l'assurance accident, l'assurance maladie et l'assurance retraite.
Ses recherches portent sur la politique sociale allemande dans l'Empire allemand, la République de Weimar et, en particulier, sur les "étrangers" à l'époque national-socialiste. L'exposition Les sans-abri sous le national-socialisme, qu'il conçoit en 2004, est présentée dans plus de 100 villes.

## Récompenses
- Prix scientifique de l'association pour l'histoire de la Hesse et les études régionales 1990 (pour la thèse Das Arbeitshaus Breitenau) [2]

## Publications (sélection)
- Feinderklärung und Prävention: Kriminalbiologie, Zigeunerforschung und Asozialenpolitik. Rotbuch-Verlag, Berlin 1988 (Mitverfasser).
- Das Arbeitshaus Breitenau. Bettler, Landstreicher, Prostituierte, Zuhälter und Fürsorgeempfänger in der Korrektions- und Landarmenanstalt Breitenau (1874–1949)., Kassel 1992.
- Breitenau. Zur Geschichte eines nationalsozialistischen Konzentrations- und Arbeitserziehungslagers. Gunnar Richter (de) (Hrsg.). Mit Beitr. von Wolfgang Ayass, Ralf Löber, Gunnar Richter; Jenior und Pressler, Kassel 1993.
- „Asoziale“ im Nationalsozialismus. Klett-Cotta, Stuttgart 1995.
- Mit Argumenten gegen die Holocaust-Leugnung. Die Leugnung der nationalsozialistischen Massenmorde als Herausforderung für Wissenschaft und politische Bildung, Wiesbaden 1996, 2. Auflage 1998 (zusammen mit Dietfrid Krause-Vilmar).
- Bismarck und der Arbeiterschutz. Otto von Bismarcks Ablehnung des gesetzlichen Arbeiterschutzes – eine Analyse der Dimensionen und Hintergründe, in: Vierteljahrschrift für Sozial und Wirtschaftsgeschichte 89 (2002), S. 400–426.
- Wohnungslose im Nationalsozialismus. Begleitheft zur Wanderausstellung der Bundesarbeitsgemeinschaft Wohnungslosenhilfe e.V., Bielefeld 2007
- Schwarze und grüne Winkel. Die nationalsozialistische Verfolgung von „Asozialen“ und „Kriminellen“ – ein Überblick über die Forschungsgeschichte. In: KZ-Gedenkstätte Neuengamme (Hrsg.): Ausgegrenzt. „Asoziale“ und „Kriminelle“ im nationalsozialistischen Lagersystem. Bremen 2009 (= Beiträge zur Geschichte nationalsozialistischer Verfolgung in Norddeutschland 11), S. 16–30.
- Sozialdemokratische Arbeiterbewegung und Sozialversicherung bis zur Jahrhundertwende. In: Ulrich Becker, Hans Günter Hockerts, Klaus Tenfelde (Hrsg.): Sozialstaat Deutschland. Geschichte und Gegenwart. Bonn 2010, S. 17–43.
- „Demnach ist zum Beispiel asozial …“. Zur Sprache sozialer Ausgrenzung im Nationalsozialismus. In: Beiträge zur Geschichte des Nationalsozialismus (de) 28. 2012, S. 69–89.
- Max Hirsch. Sozialliberaler Gewerkschaftsführer und Pionier der Volkshochschulen. Hentrich & Hentrich (de), Berlin 2013,  (ISBN 978-3-942271-96-7) (= Jüdische Miniaturen, Band 141).
- ‘asocial‘. Social Outsiders as Enemies of the People in Nazi Germany, Kassel 2018.  (ISBN 978-1-7222-6675-2).
- zusammen mit Wilfried Rudloff und Florian Tennstedt: Sozialstaat im Werden.
  - Band 1. Gründungsprozesse und Weichenstellungen im Deutschen Kaiserreich, Stuttgart 2021,  (ISBN 978-3-515-13006-6)
  - Band 2. Schlaglichter auf Grundfragen, Stuttgart 2021,  (ISBN 978-3-515-13007-3).

## Éditions
- „Gemeinschaftsfremde“. Quellen zur Verfolgung von „Asozialen“ 1933–1945, Bundesarchiv, Koblenz 1998 (Bearbeiter).
- Quellensammlung zur Geschichte der deutschen Sozialpolitik 1867 bis 1914.
  - I. Abteilung (1867–1881)
    - Band 3. Arbeiterschutz, Stuttgart/ Jena/ New York 1996.
    - Band 4. Arbeiterrecht, Darmstadt 1997 (zusammen mit Karl Heinz Nickel und Heidi Winter).

  - II. Abteilung (1881–1890)
    - Band 1. Grundfragen der Sozialpolitik. Die Diskussion der Arbeiterfrage auf Regierungsseite und in der Öffentlichkeit, Darmstadt 2003 (zusammen mit Florian Tennstedt und Heidi Winter).
    - Band 2, 2. Teil. Die Ausdehnungsgesetzgebung und die Praxis der Unfallversicherung, Darmstadt 2001.
    - Band 3. Arbeiterschutz, Darmstadt 1998.

  - III. Abteilung (1890–1904)
    - Band 1. Grundfragen der Sozialpolitik, Darmstadt 2016.
    - Band 2. Die Revision der Unfallversicherungsgesetze und die Praxis der Unfallversicherung, Darmstadt 2009.
    - Band 3. Arbeiterschutz, Darmstadt 2005.
    - Band 5. Die gesetzliche Krankenversicherung, Darmstadt 2012 (zusammen mit Florian Tennstedt und Heidi Winter).
    - Band 6. Die Praxis der Rentenversicherung und das Invalidenversicherungsgesetz von 1899, Darmstadt 2014 (zusammen mit Florian Tennstedt).